# Indan (Keule)
Die Indan ist eine Keule aus Java.

## Beschreibung
Die Indan ist gerade und hat einen gedrehten, langgezogenen Schlagkopf. Das Heft ist glatt gearbeitet und am Knauf abgerundet. Als Abschluss dient eine metallene Platte, die blumenförmig ausgearbeitet ist. Das vordere Ende ist mit einer Art Krone abgeschlossen. Die Form der Indan geht auf eine mythologische Waffe zurück, die in indonesischen Mythen von Göttern und Helden benutzt wurde. Die Indan wird von Ethnien aus Java benutzt.